# Куба (їжа)
Куба, також відома як старочеська куба, — традиційна чеська страва з крупи та грибів (особливо бульбових). В основному його подають як полуденну трапезу на Різдво, оскільки на святвечірню вечерю прийнято не їсти м'яса.

## Підготовка

### Основна процедура
Крупу промивають у воді. У горщику обсмажують цибулю, додають до неї крупу і суміш солять. Все заливається водою і залишається варитися до розм'якшення крупи. Після цього на змащене маслом деко викладають тушковану протягом 15 хвилин крупу з цибулею і сушеними грибами. Також можна додати подрібнений часник. Через двадцять хвилин запікання куба готова.

### Інший рецепт (східночеський)
Відварену крупу змішують із сушеними (замоченими, а потім відвареними) грибами, додають свіжі шкварки, подрібнений часник, сіль, перець, кмин і майоран; можна відгодувати салом. Суміш можна випікати у формі, змащеній смальцем.

### Варіанти
Кубу також готують у кількох варіаціях.
- Найбільш відома рисова куба. Як видно з назви, замість крупи використовується рис.
- Є також картопляний варіант, де використовується картопля.